# KBS 슈퍼클래식
KBS 슈퍼클래식은 2015년 3월 29일부터 2016년 3월 5일까지 방송되었던 음악 프로그램이다.

## 기획 의도
세계 정상급 악단의 내한 공연을 전달하는 음악 프로그램이다.

## 방송 시간
| 방송 채널 | 방송 기간                        | 방송 시간                            |
| --------- | -------------------------------- | ------------------------------------ |
| KBS 1TV   | 2015년 3월 29일 ~ 2016년 1월 3일 | 매주 일요일 오후 2시 10분 ~ 4시 10분 |
| KBS 1TV   | 2016년 1월 22일 ~ 2016년 3월 5일 | 매주 금요일 새벽 1시 ~ 3시           |

## 방송 회차
| 회차 | 방송일           | 제목 (원제)                                               |
| ---- | ---------------- | --------------------------------------------------------- |
| 1회  | 2015년 3월 29일  | 베를린 방송 교향악단                                      |
| 2회  | 2015년 4월 26일  | 로열 콘세르트허바우 오케스트라                            |
| 3회  | 2015년 5월 31일  | 북독일 방송 교향악단                                      |
| 4회  | 2015년 6월 28일  | 드레스덴 필하모닉                                         |
| 5회  | 2015년 7월 26일  | 2015 빈 필하모닉 섬머 콘서트                              |
| 6회  | 2015년 8월 30일  | 2015 베를린 필하모니 발트뷔네 콘서트                      |
| 7회  | 2015년 9월 20일  | 2015 잘츠부르크 페스티벌 모차르트 피가로의 결혼           |
| 8회  | 2015년 10월 25일 | 쾰른 서독일 방송 교향악단                                 |
| 특선 | 2015년 11월 7일  | 2015 쇼팽 국제 피아노 콩쿠르 우승 조성진                  |
| 9회  | 2015년 11월 8일  | 2015 쇼팽 국제 피아노 콩쿠르 우승 조성진 재방송           |
| 10회 | 2015년 12월 20일 | 뭔헨 필하모닉                                             |
| 특선 | 2015년 12월 24일 | 성탄 특선 2015 쇼팽 국제 피아노 콩쿠르 우승 조성진 재방송 |
| 11회 | 2016년 1월 3일   | 2016 빈 필하모닉 신년음악회                               |
| 12회 | 2016년 1월 22일  | 프랑크푸르트 방송 교향악단                                |
| 13회 | 2016년 1월 29일  | 도이치 브레멘 캄머필하모닉                                |
| 14회 | 2016년 3월 5일   | 2014 잘츠부르크페스티벌 베르디 일 트로바토레              |

## 시청률
- AGB 닐슨 미디어리서치

| 회차 | 방송 일자        | 전국 시청률(증감치) |
| ---- | ---------------- | ------------------- |
| 1회  | 2015년 3월 29일  | 1%                  |
| 2회  | 2015년 4월 26일  | 0.8%                |
| 3회  | 2015년 5월 31일  | 0.7%                |
| 4회  | 2015년 6월 28일  | 1.3%                |
| 5회  | 2015년 7월 26일  | 0.8%                |
| 6회  | 2015년 8월 30일  | 1.5%                |
| 7회  | 2015년 9월 20일  | 0.9%                |
| 8회  | 2015년 10월 25일 | 0.7%                |
| 특선 | 2015년 11월 7일  | 3.5%                |
| 9회  | 2015년 11월 8일  | 2.5%                |
| 10회 | 2015년 12월 20일 | 0.9%                |
| 특선 | 2015년 12월 24일 | 2.5%                |
| 11회 | 2016년 1월 3일   | 1.7%                |
| 12회 | 2016년 1월 22일  | 미집계              |
| 13회 | 2016년 1월 29일  | 0.6%                |
| 특선 | 2016년 3월 5일   | 0.6%                |